# Địa lý Bahrain

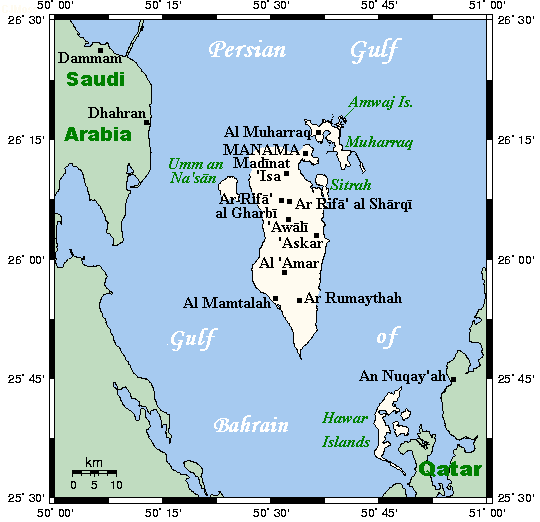
Bản đồ Bahrain

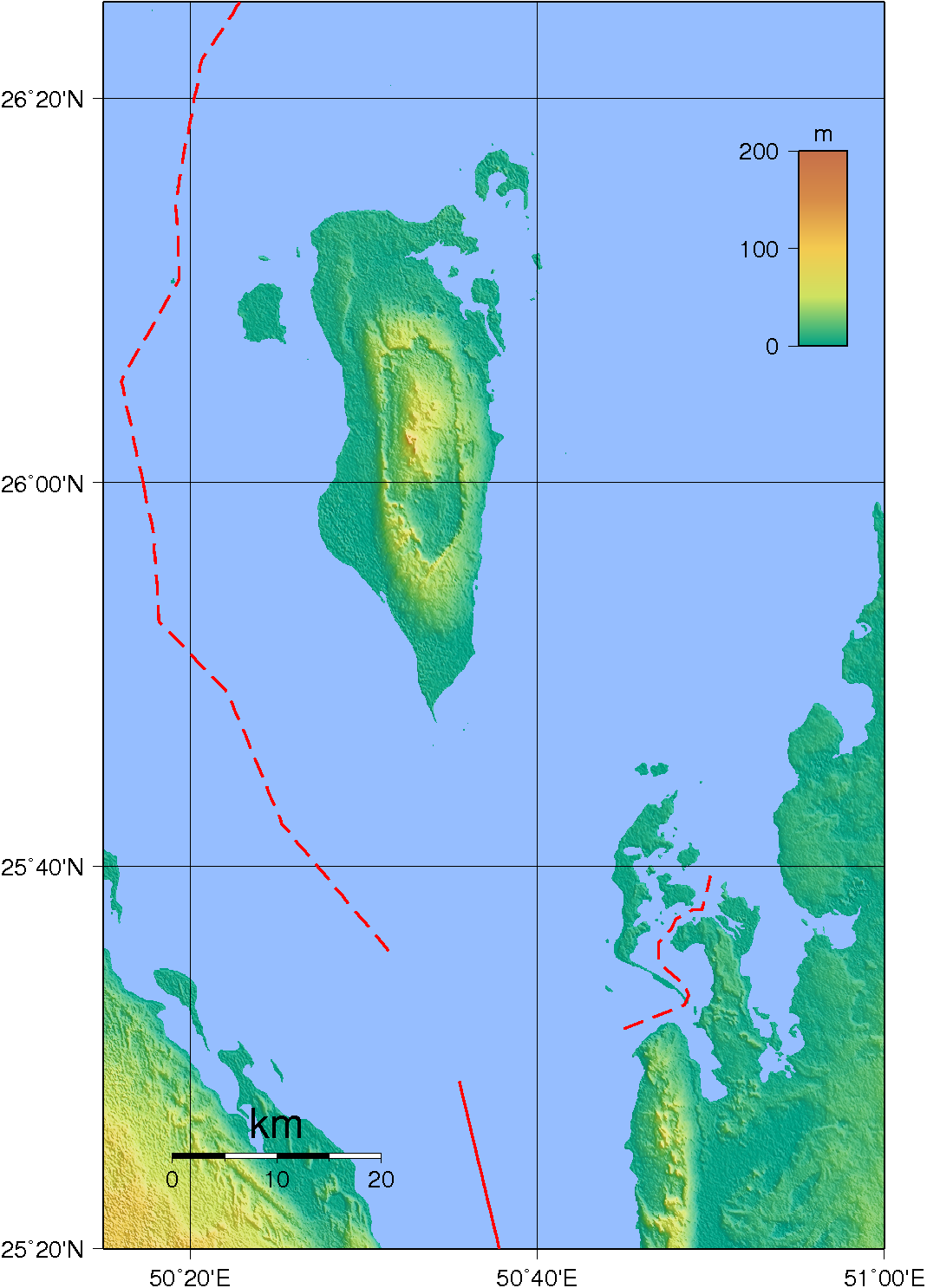
Địa hình

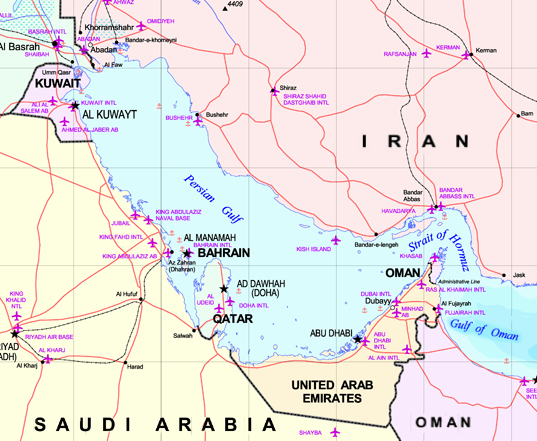
Vịnh Ba Tư

Bahrain bao gồm đảo Bahrain và 33 trong số 37 đảo Bahrain, nằm trong vịnh Bahrain thuộc vịnh Ba Tư cách bờ phía bắc của bán đảo Ả Rập ở châu Á. Thủ đô của Bahrain là Manama. Các hòn đảo nằm cách bờ biển phía đông của Ả Rập Xê Út khoảng 24 kilômét (15 mi) và cách Qatar 28 kilômét (17 mi). Tổng diện tích nước này là 780 kilômét vuông (301 dặm vuông Anh).
Đảo Bahrain chiếm khoảng 83% diện tích đất nước, bao gồm 590 kilômét vuông (228 dặm vuông Anh). Nó dài 48 kilômét (30 mi) từ bắc xuống nam và tại điểm rộng nhất trải dài 16 kilômét (10 mi) từ đông sang tây.
Hòn đảo được bao quanh bởi một số mỏ dầu lớn của Trung Đông và có một vị trí chiến lược giữa các tuyến đường vận tải của vịnh Ba Tư.

## Thiết lập địa lý và các hòn đảo
Bao quanh gần như toàn bộ Bahrain là một khu vực tương đối nông của vịnh Ba Tư được biết đến là vịnh Bahrain. Đáy biển liền kề với Bahrain chủ yếu là đá và ở phía bắc của đảo, được bao phủ bởi các rạn san hô lớn. Hầu hết hòn đảo này là sa mạc trũng thấp và khô cằn. Các đồi núi đá vôi tạo thành những ngọn đồi thấp, vách đá vằn và khe núi nông. Đá vôi được bao phủ bởi các mật độ cát mặn khác nhau, chỉ có những thảm thực vật sa mạc sống được chủ yếu là cây gai và chà. Có một dải đất màu mỡ dài 5 km dọc bờ biển phía bắc nơi chà là, hạnh nhân, sung và lựu phát triển. Nội địa có một vách đá cao đến 134 m, điểm cao nhất trên đảo, tạo thành núi Khói. Hầu hết các giếng dầu của nước này nằm trong khu vực của núi Khói.
Ngoài đảo Bahrain, các đảo khác bao gồm: Nabih Saleh, phía tây bắc Sitrah; đảo Jidda và Umm al Sabaan, phía bắc Umm al Nasan và quần đảo Hawar, lớn nhất là đảo Hawar, gần bờ biển Qatar. Nabih Saleh có một số suối nước ngọt được sử dụng để tưới các khu vườn cọ dừa ngay trên đảo. Đảo Jiddah trước đây là các nhà tù nhưng giờ đã được chuyển thành một khu nghỉ mát. Hawar và 15 hòn đảo nhỏ gần nó là biểu tượng lãnh thổ tranh chấp giữa Bahrain và Qatar.

## Khí hậu
Bahrain có khí hậu sa mạc. Bahrain có hai mùa: mùa hè nóng và mùa đông ôn hòa. Trong suốt mùa hè, từ tháng 4 - tháng 10, nhiệt độ buổi chiều trung bình 40 °C (104 °F) và có thể đạt đến 48 °C (118,4 °F) trong tháng 6 và tháng 7. Sự kết hợp của nóng và độ ẩm cao làm cho mùa này rất khó chịu. Ngoài ra, cơn gió tây nam khô nóng, thường thổi mây cát trên khắp đất miền nam Bahrain tới Manama trong mùa hè. Nhiệt độ trung bình trong mùa đông, từ tháng 11 tới tháng 3 khoảng 10 và 20 °C (50 và 68 °F). Tuy nhiên, độ ẩm thường lên trên 90% trong mùa đông. Từ tháng 12 - tháng 3, gió thổi từ đông nam mang lại không khí ẩm ướt trên đảo. Bất kể mùa, nhiệt độ hàng ngày khá đều trong quần đảo.

Bahrain ít mưa. Lượng mưa trung bình là 72 milimét (2,8 in), thường chỉ hạn chế trong mùa đông. Không có sông suối cố định tồn tại trên bất kỳ hòn đảo nào. Những cơn mưa mùa đông thường mưa ngắn, mưa xối xả, gây lũ lụt những wadis và cản trở giao thông. Ít nước mưa được giữ cho thủy lợi hay uống. Tuy nhiên, có rất nhiều mạch nước tự nhiên ở phía bắc trên các đảo lân cận. Các mỏ nước ngọt cũng mở rộng bên dưới vịnh Ba Tư đến Ả Rập Xê Út. Từ xa xưa, những mạch nước đã thu hút những người định cư đến quần đảo. Mặc dù tăng mặn, mạch nước vẫn nguồn cung cấp nước uống quan trọng cho Bahrain. Kể từ đầu năm 1980, nhà máy khử, làm cho nước biển thích hợp sử dụng cho công nghiệp và sinh hoạt đã cung cấp khoảng 60% số tiêu thụ nước hàng ngày.
| Dữ liệu khí hậu của Trạm khí tượng quốc gia Bahrain | Dữ liệu khí hậu của Trạm khí tượng quốc gia Bahrain | Dữ liệu khí hậu của Trạm khí tượng quốc gia Bahrain | Dữ liệu khí hậu của Trạm khí tượng quốc gia Bahrain | Dữ liệu khí hậu của Trạm khí tượng quốc gia Bahrain | Dữ liệu khí hậu của Trạm khí tượng quốc gia Bahrain | Dữ liệu khí hậu của Trạm khí tượng quốc gia Bahrain | Dữ liệu khí hậu của Trạm khí tượng quốc gia Bahrain | Dữ liệu khí hậu của Trạm khí tượng quốc gia Bahrain | Dữ liệu khí hậu của Trạm khí tượng quốc gia Bahrain | Dữ liệu khí hậu của Trạm khí tượng quốc gia Bahrain | Dữ liệu khí hậu của Trạm khí tượng quốc gia Bahrain | Dữ liệu khí hậu của Trạm khí tượng quốc gia Bahrain | Dữ liệu khí hậu của Trạm khí tượng quốc gia Bahrain |
| Tháng                                               | 1                                                   | 2                                                   | 3                                                   | 4                                                   | 5                                                   | 6                                                   | 7                                                   | 8                                                   | 9                                                   | 10                                                  | 11                                                  | 12                                                  | Năm                                                 |
| --------------------------------------------------- | --------------------------------------------------- | --------------------------------------------------- | --------------------------------------------------- | --------------------------------------------------- | --------------------------------------------------- | --------------------------------------------------- | --------------------------------------------------- | --------------------------------------------------- | --------------------------------------------------- | --------------------------------------------------- | --------------------------------------------------- | --------------------------------------------------- | --------------------------------------------------- |
| Lượng Giáng thủy trung bình mm (inches)             | —                                                   | —                                                   | —                                                   | —                                                   | —                                                   | 0 (0)                                               | 0 (0)                                               | 0 (0)                                               | 0 (0)                                               | —                                                   | —                                                   | —                                                   | —                                                   |
| Số ngày giáng thủy trung bình                       | —                                                   | —                                                   | —                                                   | —                                                   | —                                                   | 0                                                   | 0                                                   | 0                                                   | 0                                                   | —                                                   | —                                                   | —                                                   | —                                                   |
| Nguồn: NOAA (1961-1990)                             |                                                     |                                                     |                                                     |                                                     |                                                     |                                                     |                                                     |                                                     |                                                     |                                                     |                                                     |                                                     |                                                     |

## Khu vực và ranh giới
Khu vực:
tổng: 780 km²
- đất: 780 km²
- nước: 0 km²

Biên giới: 0 km
Bờ biển: 161 km
Lãnh hải tuyên bố:
- Lãnh hải: 12 nmi (22,2 km; 13,8 mi)
- Vùng tiếp giáp: 24 nmi (44,4 km; 27,6 mi)
- Thềm lục địa: kéo dài đến ranh giới được xác định

Độ cao thái cực:
- điểm thấp nhất: vịnh Ba Tư 0 m
- điểm cao nhất: Núi Khói 122 m

## Tài nguyên và sử dụng đất
Tài nguyên thiên nhiên:
- dầu mỏ, khí đốt tự nhiên, cá, ngọc trai

Sử dụng đất:
- đất canh tác: 2,11%
- trồng cây lâu năm: 3,95%
- khác: 93,95% (2012)

Đất được tưới tiêu:
40,15 km² (2003)
Tổng tái tạo nước tài:
0,12 m³ (2011)
Nước ngọt tái tạo (trong nước công/nông nghiệp):
- tổng: 0,36 km³/năm (50%/6%/45%)
- bình quân đầu người: 386 m³/năm (2003)

## Vấn đề môi trường
Thảm họa thiên nhiên:
hạn hán; bão bụi
Môi trường - các vấn đề hiện tại:
Sa mạc do suy thoái đất canh tác, thời hạn hạn hán và bụi bão; suy thoái ven biển (thiệt hại đến bờ biển, rạn san hô và thảm thực vật biển) do tràn dầu và các chất thải khác từ tàu chở, các nhà máy lọc dầu và trạm phân phối; thiếu nguồn nước ngọt (nước ngầm và nước biển là nguồn duy nhất cho tất cả nhu cầu nước)
Môi trường - hiệp định quốc tế:
thực hiện: đa dạng sinh học, biếnn đổi khí hậu, nghị định thư Kyoto, sa mạc hóa, chất thải nguy hại, luật Biển, bảo vệ tầng Ozone, vùng đất ngập nước
ký tên, nhưng không phê chuẩn: không có lựa chọn thỏa thuận

## Bên ngoài đường dẫn
- "Bahrein" . Encyclopaedia Britannica. Quyển 3 . 1878. tr. 240.
- Holdich, Thomas Hungerford (1911), "Bahrein Islands" , Encyclopædia Britannica, quyển 3 (ấn bản thứ 11), tr. 212